# Jakub Laval

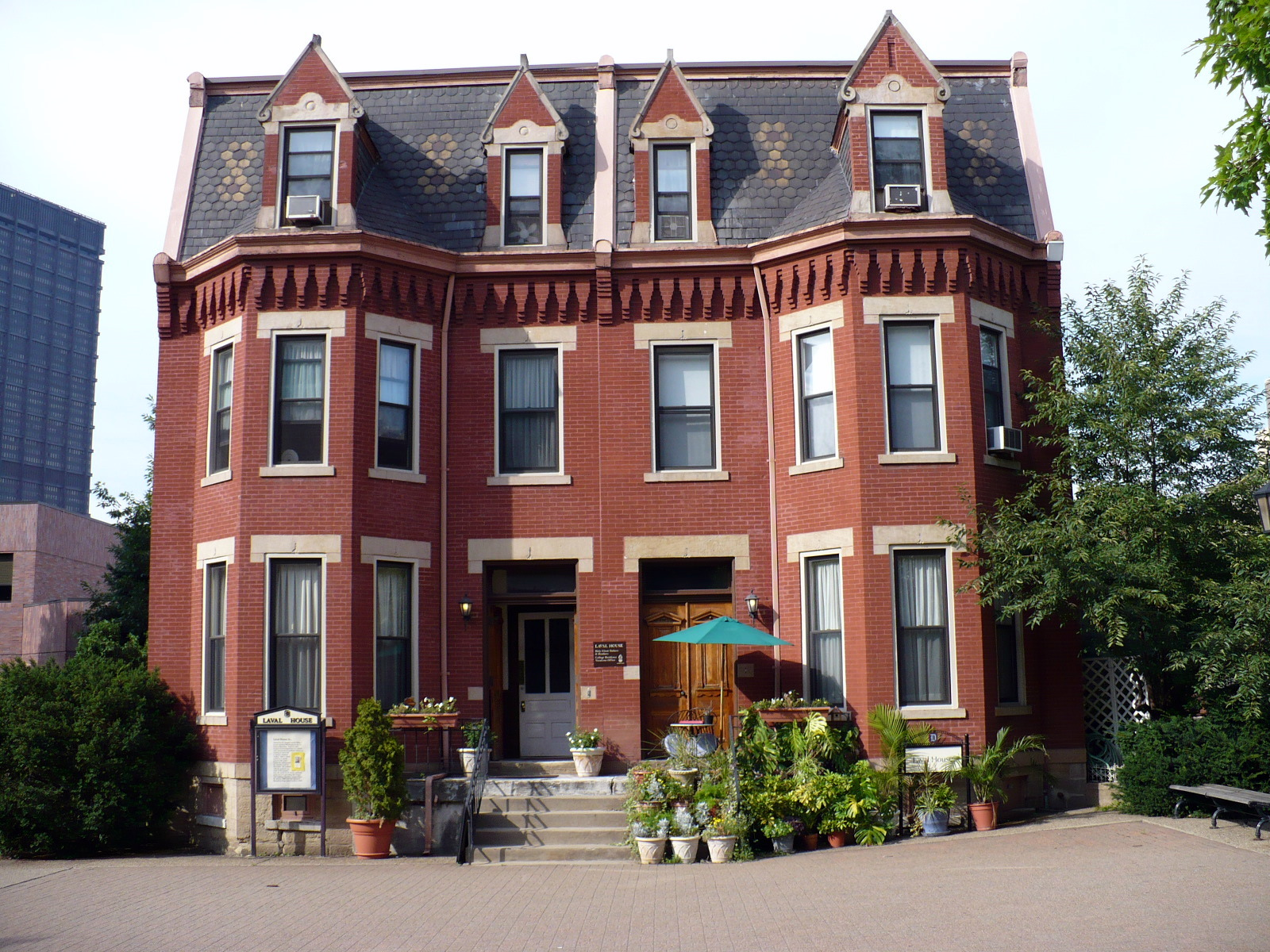
Laval House na terenie kampusu Uniwersytetu Duquesne

Jakub Laval, fr. Jacques Désiré Laval (ur. 18 września 1803 w gminie Croth w Normandii, zm. 9 września 1864 w Port Louis) – francuski duchowny katolicki, zakonnik Zgromadzenia Ducha Świętego (CSSp), misjonarz na wyspie Mauritius, błogosławiony Kościoła rzymskokatolickiego (pierwszy błogosławiony duchacz).

## Życiorys
Jakub Dezyderiusz Laval urodził się 18 września 1803 roku we Francji. Pochodził z bardzo zamożnej rodziny mieszkającej w małej gminie Croth na terenie Normandii. W Croth nie było szkoły. Gdy miał 14 lat, ojciec oddał Jakuba pod opiekę swojego brata, ks. Mikołaja Laval, proboszcza w Tourville, który uczył i przygotowywał chłopców do niższego seminarium. Młody Jakub pozostał u stryja i uczył się przez trzy lata. W niższym seminarium w Évreux pobierał nauki tylko przez rok, a dalszą edukację kontynuował w Kolegium św. Stanisława w Paryżu.

### Lekarz
Po ukończeniu kolegium odbył studia medyczne w Paryżu, które ukończył z wyróżnieniem 21 sierpnia 1830 roku uzyskując doktorat z medycyny. Następnie doktor Jakub Laval powrócił do rodzinnej Normandii i pracował jako lekarz w małej miejscowości Saint-André. Od samego początku zdobył sobie wielkie uznanie lokalnej społeczności jako gorliwy, dobry i wyjątkowy lekarz, od ubogich niepobierający żadnego wynagrodzenia.

### Kapłan
Powołaniu lekarskiemu zaczęła towarzyszyć myśl niesienia pomocy duchowej. Pod koniec 1832 roku pojechał do seminarium w Évreux. U 29-letniego Jakuba powoli rodziła się decyzja zostania kapłanem. Od tamtej chwili wzmógł swoje praktyki religijne. Mając 32 lata Jakub zwierzył się proboszczowi w Tourville, iż pragnie poświęcić się całkowicie służbie Bożej. Przełożeni seminarium uwzględniając jego wiek i ukończone studia medyczne, skierowali go bezpośrednio na studia do seminarium św. Sulpicjusza w Paryżu. Zauważono w nim rozmodlenie, głęboką duchowość, wielkie poświęcenie i umiłowanie do służby ubogim. Jakub Dezyderiusz Laval otrzymał święcenia kapłańskie 22 grudnia 1838 roku. Po święceniach kapłańskich ponownie powrócił do rodzinnej Normandii. Z dniem 8 stycznia 1839 roku otrzymał dekret biskupi mianujący go proboszczem parafii Pinterville, która liczyła zaledwie 500 wiernych, a w niedzielnych mszach świętych uczestniczyło zaledwie kilkanaście osób. Ksiądz Laval był gorliwym i świątobliwym kapłanem. W tej parafii pracował przez dwa lata.

### Misjonarz
W sierpniu 1840 roku dowiedział się o planach o. Franciszka Libermanna CSSp dotyczących misyjnego zgromadzenia dla pierwszej ewangelizacji Afryki. Z zapałem i ochotą wyraził wówczas zamiar przyłączenia się do tego nowego dzieła misyjnego. Po trzech miesiącach ks. Laval przyjechał do Seminarium św. Sulpicjusza w Paryżu, odprawił rekolekcje i podjął ostateczną decyzję wstąpienia do Zgromadzenia Ducha Świętego. 4 czerwca 1841 roku wypłynął z Londynu na wyspę Mauritius razem z bp. Collierem i ks. Tisserant.
Wyspa Mauritius liczyła wówczas 140 tysięcy mieszkańców, w tym ok. 80 tysięcy katolików, z czego tylko 1 procent uczestniczył w niedzielnych mszach świętych. Ojciec Jakub Laval przez 23 lata mieszkał w drewnianym baraku, nazywanym przez tubylców "pawilonem". Mieszkańcy wyspy zauważyli, że ich ojciec misjonarz żyje bardzo ubogo, i że okazuje wszystkim serce i szacunek. Ojciec Laval zwykł ich nazywać swoimi dziećmi, a oni chętnie nazywali siebie dziećmi ojca Lavala. Życiową dewizą apostoła wyspy były słowa: Formujcie dobrych rodziców, a będziecie mieli dobre dzieci
Już po krótkim czasie pobytu na wyspie bardzo dobrze opanował miejscowy język kreolski. Napisał nawet w tym języku tzw. Mały Katechizm, a później Wielki Katechizm. Ojciec Laval bardzo przeżywał fakt, że podczas niedzielnej Mszy Świętej czarni tubylcy musieli - zgodnie z tamtejszym prawem - zajmować odległe miejsca z tyłu kościoła za barierką, której nie wolno im było przekraczać. Wprowadził więc specjalnie dla nich dodatkową Eucharystię w południe, w tym samym czasie gdy biali urządzali sobie sjestę. Była to tzw. Msza Święta dla Czarnych. Ojciec Jakub Laval zmarł 9 września 1864 roku. Na całym Mauritiusie zapanowała żałoba. Jak podają zakonne kroniki, w uroczystościach pogrzebowych wzięło udział ponad 40 tysięcy dzieci ojca Lavala.

## Kult
Postać Jakuba Lawala w ścisły sposób związana jest z pontyfikatem Jana Pawła II. Był on pierwszym błogosławionym wyniesionym przez papieża Polaka na ołtarze. Sam papież nazywał go patronem swojego pontyfikatu. Beatyfikacja miała miejsce 29 kwietnia 1979 roku w Rzymie. Wspomnienie liturgiczne bł. Jakuba obchodzone jest 9 września. Bł. Jakub Laval nazywany jest Apostołem Wyspy Mauritius. Jest również patronem Wyższego Misyjnego Seminarium Duchownego Zgromadzenia Ducha Świętego w Bydgoszczy.